# Jānis Frīdrihs Baumanis
Jānis Frīdrihs Baumanis (født 23. maj 1834 i Riga i Guvernement Livland, død 19. marts 1891 i Riga) var den første professionelle lettiske arkitekt. Baumanis stod bag udformningen af et antal vigtige eklektiske offentlige bygninger opført i den sidste halvdel af det 19. århundredes Riga.
Baumanis blev født ind i en færgemands familie, og i sin ungdom begyndte han at arbejde som tømrer. Under sit arbejde i Riga blev han opdaget af arkitekten Ludwig Bohnstedt, med hvis hjælp Baumanis gennemførte et studium ved Berliner Bauakademie (1860–62), og ved Sankt Petersborg Kunstakademi (1862–65). Efter afsluttet studieforløb blev Baumanis arkitekt ved det offentlige i Livland indtil han oprettede sit eget arkitektkontor i Riga.
Baumanis spillede også en stor rolle i lettisk kulturhistorie. I 1862 medvirkede han til at etablere den første forening for russiske arkitekter i Sankt Petersborg. I 1879 deltog han ved grundlæggelsen af Rigas arkitektforening (tysk: Rigaer Architekten Verein), og i 1868 var han medstifter af Den Lettiske Forening i Riga.
Størstedelen af Baumanis' værker findes i det område, hvor Rigas tidligere bymur og voldgrav lå, og som i midten af det 19. århundrede nedlagdes til fordel for nye boulevarder og store offentlige bygninger i nyrenæssance og nygotik. Han tegnede Alexander Gymnasium (i dag domicil for Letlands Musikakademi) i 1870–75. I årene 1887–88 stod han for udformningen af Riga Distriktsdomstols bygning, hvor han trak på indflydelser fra klassicismen og barokken i udformningen af facaden. I alt har Baumanis tegnet mere end 150 bygninger i Riga.